# Annemarie Reisetbauer
Annemarie Reisetbauer (née en 1925) est une monteuse autrichienne.

## Biographie
Annemarie Reisetbauer commence après la Seconde Guerre mondiale une formation chez Wien-Film. À la fin des années 1950, elle devient monteuse et travaille souvent avec Paula Dvorak. Elle prend sa retraite en 1979.

## Filmographie

### Cinéma
- 1958 : Le Labyrinthe de l'amour (Frauensee) de Rudolf Jugert
- 1959 : Die unvollkommene Ehe
- 1964 : Jetzt dreht die Welt sich nur um dich
- 1964 : Liebesgrüße aus Tirol
- 1965 : Belles d'un soir
- 1965 : Ferien mit Piroschka
- 1968 : Ich spreng' euch alle in die Luft
- 1968 : Otto ist auf Frauen scharf

### Télévision

#### Séries télévisées
- 1974 : Hallo - Hotel Sacher... Portier!

#### Téléfilms
- 1969 : Das weite Land
- 1974 : Verurteilt 1910
- 1976 : Jakob der Letzte (de)
- 1979 : Das Leben Anton Bruckners